# Fritz Degelow
Fritz Degelow (* 25. Februar 1892 in Gotha; † 4. Februar 1958 in Essen) war ein deutscher SS-Sturmbannführer und als Kommandeur des Wachbataillons beim KZ Dachau eingesetzt.

## Biografie
Degelow, von Beruf Wirtschaftsprüfer, trat zum 1. Mai 1933 in die SS ein (SS-Nummer 178.978), bis zum 9. November 1940 hatte er es zum SS-Hauptsturmführer gebracht. Von 1940 bis 1941 war er in führender Funktion bei der SS-Totenkopfstandarte 15. Anschließend leitete er das SS-Ersatzbataillon „Westland“ bis 1943 und war danach bis Juni 1944 bei einem Panzerkorps der Waffen-SS tätig. Ab dem 23. Juni 1944 war Degelow Bataillonskommandeur der Wachkompanie beim KZ Dachau und leitete auch die Wachmannschaften der Kauferinger Nebenlager. Zum 30. Januar 1945 wurde er zum SS-Sturmbannführer befördert. Am 26. April 1945 leitete er einen Evakuierungsmarsch von knapp 7000 Häftlingen aus dem KZ Dachau, den er am 28. April 1945 bei Wolfratshausen stoppen ließ. Auf diesem Marsch wurden viele marschunfähige Häftlinge durch SS-Männer erschossen, etliche starben aber auch an Erschöpfung.
Am 15. November 1945 wurde Degelow im Dachau-Hauptprozess, der im Rahmen der Dachauer Prozesse stattfand, als Kriegsverbrecher von einem US-amerikanischen Militärgericht angeklagt und am 13. Dezember 1945 mit fünfunddreißig weiteren Mitangeklagten zum Tod durch den Strang verurteilt. Beim Urteil wurden als individuelle Exzesstaten bei Degelow die Leitung des Evakuierungsmarsches aus dem KZ Dachau am 26. April 1945 berücksichtigt. Degelow führte zu seiner Verteidigung an, dass er für den Evakuierungsmarsch nicht verantwortlich gewesen sei, sondern auf Befehl von dem Lagerkommandanten Eduard Weiter gehandelt hätte. Das Urteil wurde später auf eine zehnjährige Haftstrafe reduziert. Degelow wurde im Kriegsverbrechergefängnis Landsberg inhaftiert und am 7. Dezember 1951 aus der Haft entlassen.
Über die Zeit nach seiner Haft ist nichts bekannt. Fritz Degelow starb am 4. Februar 1958 in Essen.